# 达留什·武德凯
达留什·武德凯（波蘭語：Dariusz Wódke，1957年2月26日—），波兰男子击剑运动员。他曾获得1981年世界击剑锦标赛男子佩剑个人冠军，及1979年和1981年世界击剑锦标赛男子佩剑团体季军。